# Jeanette Kwakye
Jeanette Boahemaa Kwakye, MBE (* 20. März 1983 in London) ist eine ehemalige britische Sprinterin, die sich auf den 100-Meter-Lauf spezialisiert hat. Ihren größten Erfolg feierte sie mit dem Gewinn der Silbermedaille über 60 Meter bei den Hallenweltmeisterschaften 2008 in Valencia.

## Sportliche Laufbahn
Erste internationale Erfahrungen sammelte Jeanette Kwakye im Jahr 2002, als sie bei den Juniorenweltmeisterschaften in Kingston mit 11,75 s im Halbfinale im 100-Meter-Lauf ausschied und mit der britischen 4-mal-100-Meter-Staffel in 44,22 s die Bronzemedaille gewann. Im Jahr darauf belegte sie bei den U23-Europameisterschaften in Bydgoszcz in 11,62 s den siebten Platz über 100 Meter und gelangte mit der Staffel mit 44,87 s auf Rang sechs. Anschließend schied sie sich bei der Sommer-Universiade in Daegu mit 11,85 s im Halbfinale über 100 Meter aus. 2005 schied sie bei den Halleneuropameisterschaften in Madrid mit 7,34 s im Semifinale im 60-Meter-Lauf aus und im Juli ging sie bei den U23-Europameisterschaften in Erfurt im Finale über 100 Meter nicht mehr an den Start. 2007 belegte sie bei den Halleneuropameisterschaften in Glasgow in 7,20 s den vierten Platz über 60 Meter und im August schied sie bei den Weltmeisterschaften in Osaka mit 11,40 s im Viertelfinale über 100 Meter aus. Im Jahr darauf gewann sie bei den Hallenweltmeisterschaften in Valencia in 7,08 s die Silbermedaille über 60 Meter und musste sich nur der US-Amerikanerin Angela Williams geschlagen geben. Im Sommer nahm sie an den Olympischen Sommerspielen in Peking teil und belegte dort in 11,14 s im Finale den sechsten Platz. Zudem kam sie mit der Staffel im Finale nicht ins Ziel. 2011 schied sie bei den Weltmeisterschaften in Daegu mit 11,48 s im Halbfinale über 100 Meter aus und mit der Staffel verpasste sie mit 43,95 s den Finaleinzug. Im Jahr darauf kam sie bei den Europameisterschaften in Helsinki mit 11,98 s nicht über den Vorlauf über 100 Meter hinaus und beendete daraufhin ihre aktive sportliche Karriere im Alter von 29 Jahren.
In den Jahren 2007 und 2008 wurde Kwakye britische Meisterin im 100-Meter-Lauf sowie 2007 auch über 200 Meter. Zudem wurde sie 2005 und 2012 Hallenmeisterin im 60-Meter-Lauf.

## Persönliche Bestzeiten
- 100 Meter: 11,14 s (0,0 m/s), 17. August 2008 in Peking
  - 60 Meter (Halle): 7,08 s, 7. März 2008 in Valencia
- 200 Meter: 23,11 s (−0,1 m/s), 14. Juli 2007 in Cuxhaven

## Sonstiges
Für den Sportfilm Fast Girls aus dem Jahr 2012 arbeitete Kwakye als Beraterin und als Lauf- und Fitnesstrainerin für die Hauptdarstellerinnen.